# Javierregay
Javierregay es una localidad española del municipio de Puente la Reina de Jaca, perteneciente a la provincia de Huesca, en la comunidad autónoma de Aragón.

## Geografía
La localidad está situada en la canal de Berdún.[cita requerida]

## Historia
Hacia mediados del siglo XIX, el lugar, por entonces con ayuntamiento propio, tenía contabilizada una población de 338 habitantes. Aparece descrito en el noveno volumen del Diccionario geográfico-estadístico-histórico de España y sus posesiones de Ultramar de Pascual Madoz con las siguientes palabras:

JAVIERREGAY: l. con ayunt. en la prov. de Huesca, part. jud. y dióc. de Jaca (2 1/2 leg.), aud. terr. y c. g. de Zaragoza. sit. en la carretera que conduce de Jaca á Berdun al pie de una sierra y en la márgen del r. Aragon-Subordan. clima sano, y combatido de todos los vientos. Tiene sobre 80 casas, inclusa la municipal, con cárcel, escuela de primera educacion, igl. parr. de segundo ascenso (San Sebastian), servida por 1 rector de nombramiento del conde de Atarés, surtiéndose el vecindario para su consumo de las aguas del mencionado rio. Confina el term. N. Sta. Engracia; E. Embun; S. Fraginal, y O. Berdun, comprendiendo en su circunferencia 1 ermita (San Sebastian). El terreno participa de monte y huerta, pero cuasi en su totalidad del primero. caminos: el ya mencionado y algunos otros locales en mal estado. prod. toda clase de cereales; cria de ganado de toda especie; caza de perdices y conejos. pobl.: 84 vec. 338 alm. contr.: (V. Jaca, part. jud.)
(Madoz, 1847, p. 611)

El municipio de Javierregay desapareció en 1972, al incorporarse al de Puente la Reina de Jaca.

## Demografía
En 2023, la entidad singular de población tenía empadronados 98 habitantes y el núcleo de población, también 98.
| Gráfica de evolución demográfica de Javierregay entre 1842 y 1970 |
| |
| Población de derecho según los censos de población del INE Población de hecho según los censos de población del INEEntre el censo de 1857 y el anterior, crece el término del municipio porque incorpora a Somanés Entre el censo de 1981 y el anterior, este municipio desaparece porque se agrupa en el municipio Puente la Reina de Jaca |